# Gustave Kemp
Gustave „Gusty“ Kemp (* 24. Februar 1917 in Differdingen; † 13. April 1948 in Hayange) war ein luxemburgischer Fußballspieler. 

## Karriere

### Vereine
Kemp war von 1935 bis 1940 als Stürmer für die AS Differdingen tätig. Seine erste Saison bestritt er in der Ehrendivision, danach war sein Verein eine Saison lang in der seinerzeit zweitklassigen 1. Division vertreten, wie auch in der Saison 1938/39.
Zur Saison 1940/41 nach Niederkorn gelangt, gehörte er dem FK Niederkorn an, wie der am 14. August 1919 gegründete FC Progrès Niederkorn während der deutschen Besetzung von Mai 1940 bis September 1944 hieß. Zur Saison 1942/43 in die Gruppe West der Gauliga Moselland aufgestiegen, beendete sein Verein diese als Sieger und bestritt gegen den Sieger der Gruppe Ost, TuS Neuendorf, das Finale um die Gaumeisterschaft, das mit 4:5 verloren wurde. In der Folgesaison belegte sein Verein den dritten Platz von sieben Mannschaften.
Im Zuge des sich abzeichnenden Ende des Zweiten Weltkrieges wurde 1944/45 eine "Coupe de la Libération" als Meisterschaft ausgespielt, an der sein Verein – wieder unter dem Namen FC Progrès Niederkorn – teilnahm, wie auch am Wettbewerb um den Coupe de Luxembourg, den er mit seinem Verein mit dem 2:0-Finalsieg über Spora Luxemburg am 8. Juli 1945 gewann.
An- und abschließend spielte er für den französischen Erstligisten FC Metz. Von 1945 bis 1948 bestritt er 84 Punktspiele, in denen er 55 Tore erzielte.

### Nationalmannschaft
Für die A-Nationalmannschaft bestritt er unter Trainer Paul Feierstein von 1936 bis 1945 21 Länderspiele, in denen er 15 Tore erzielte. Mit 12 Einsätzen gegen Zweitvertretungen anderer Landesverbände, sogenannte B-Nationalmannschaften, fanden lediglich neun Länderspiele offizielle Anerkennung seitens der FIFA. In den sechs Länderspielen – viermal gegen die Nationalmannschaft Deutschlands – die davon in Freundschaft ausgetragen wurden, erzielte er ebenso viele Tore. Er nahm mit ihr ferner am olympischen Fußballturnier 1936 in Berlin teil, wobei er lediglich das am 4. August im Poststadion ausgetragene und mit 0:9 verlorene Achtelfinalspiel gegen den Gastgeber bestritt. Des Weiteren kam er am 28. November 1937 in Rotterdam im ersten und am 13. März 1938 in der Hauptstadt seines Landes im zweiten Spiel der WM-Qualifikationsgruppe 9 zum Einsatz. Die Begegnungen gegen die Nationalmannschaften der Niederlande und Belgiens wurden mit 0:4 und 2:3 verloren; gegen die „Roten Teufel“ erzielte er mit der 2:1-Führung in der 32. Minute ein weiteres offizielles Tor.

## Erfolge
- Luxemburger Pokal-Sieger: 1945
- Meister 1. Division 1936 und Aufstieg in die Ehrendivision

## Ableben
Kemp starb infolge eines sich am 13. April 1948 im französischen Hayange ereigneten Autounfalls im Alter von 31 Jahren.